# Mit Syzyfa
Mit Syzyfa (fr. Le Mythe de Sisyphe) – esej filozoficzny Alberta Camusa z 1942 roku. Angielskie tłumaczenie Justina O'Briena zostało opublikowane po raz pierwszy w 1955 roku. Polscy czytelnicy mogli zapoznać się z utworem dzięki zbiorowi esejów wydanych w 1974 roku przez Państwowy Instytut Wydawniczy, który przetłumaczyła Joanna Guze.
W eseju Camus przedstawia swoją filozofię absurdu, daremne poszukiwanie przez człowieka sensu, jedności i jasności w obliczu niezrozumiałego świata pozbawionego Boga i wiecznych prawd lub wartości. Stawia w nim pytanie, czy uświadomienie sobie absurdu wymaga popełnienia samobójstwa, udzielając odpowiedzi w sposób następujący: „Nie, to wymaga buntu”. Następnie przedstawia kilka podejść do absurdalnego życia. Ostatni rozdział porównuje absurdalność życia człowieka z sytuacją Syzyfa, postaci greckiej mitologii, która została skazana na wieczne powtarzanie tego samego bezsensownego zadania: popychania głazu na górę, tylko po to, by ten znów się stoczył. Esej podsumowuje: „Sama walka ... wystarczy, by napełnić serce człowieka. Trzeba sobie wyobrazić Syzyfa szczęśliwego”.
Dzieło można rozpatrywać w odniesieniu do innych dzieł Camusa o tej samej tematyce: powieści Obcy (1942), sztuk teatralnych Nieporozumienie (1942) i Kaligula (1944), a zwłaszcza eseju Buntownik (1951).
Esej poświęcony jest Pascalowi Pia i jest podzielony na cztery rozdziały i jeden dodatek.

## Rozdział 1: Absurdalne rozumowanie[2]
Rozdział pierwszy Camus rozpoczyna zdaniem: ,,Jest tylko jeden problem filozoficzny prawdziwie poważny: samobójstwo.'' Autor podejmuje się odpowiedzieć na to pytanie filozoficzne, które w jego ocenie ma największe znaczenie: Czy realizacja bezsensowności i absurdu życia koniecznie wymaga samobójstwa?
Zaczyna od opisania absurdalnego stanu: budujemy nasze życie z nadzieją na jutro, ale jutro zbliża nas do śmierci i jest naszym ostatecznym wrogiem; ludzie żyją tak, jakby nie byli świadomi pewności śmierci. Świat pozbawiony wspólnego romantyzmu jest miejscem obcym, dziwnym i nieludzkim; prawdziwa wiedza jest niemożliwa, a racjonalność i nauka nie mogą wyjaśnić świata: ich historie ostatecznie kończą się bezsensownymi abstrakcjami, zawartymi w metaforach. Jest to absurdalny warunek, który „od momentu rozpoznania absurdu staje się pasją najbardziej wstrząsającą ze wszystkich”.
To nie świat jest absurdalny, ani ludzka myśl: absurd powstaje, gdy ludzka potrzeba zrozumienia spotyka się z nieuzasadnioną sytuacją świata, gdy „apetyt na absolut i jedność” spełnia „niemożność zredukowania tego świata do racjonalnych i rozsądnych zasad”.
Następnie opisuje szereg filozofii, które opisują i próbują poradzić sobie z tym uczuciem absurdu: Heideggera, Jaspersa, Szestowa, Kierkegaarda i Husserla. Wszystkie one, jak twierdzi, popełniają „samobójstwo filozoficzne”, wyciągając wnioski sprzeczne z pierwotną absurdalną pozycją, albo porzucając rozum i zwracając się do Boga, jak w przypadku Kierkegaarda i Szestowa, albo podnosząc rozum i ostatecznie dochodząc do wszechobecnej platońskiej formy i abstrakcyjnego Boga, jak w przypadku Husserla.
Dla Camusa, który postanowił poważnie potraktować absurd i podążać za jego ostatecznymi wnioskami, te „wnioski” nie mogą przekonać. Traktowanie absurdu poważnie oznacza uznanie sprzeczności między pragnieniem ludzkiego rozumu a nieuzasadnionym światem. Samobójstwo musi zatem zostać odrzucone: bez człowieka absurd nie może istnieć. Sprzeczność musi być przeżywana; rozum i jego granice należy uznać bez fałszywej nadziei. Jednak absurd nigdy nie może zostać trwale zaakceptowany: wymaga ciągłej konfrontacji, ciągłego buntu.
Podczas gdy kwestia ludzkiej wolności w sensie metafizycznym traci zainteresowanie absurdalnym człowiekiem, zyskuje wolność w bardzo konkretnym sensie: nie jest już związany nadzieją na lepszą przyszłość lub wieczność, bez potrzeby dążenia do celu życia lub tworzenia sensu, „cieszy się wolnością w odniesieniu do wspólnych zasad”.
Przyjęcie absurdu oznacza również przyjęcie wszystkiego, co ma do zaoferowania nierozsądny świat. Bez sensu życia nie ma skali wartości. „Liczy się nie najlepsze życie, ale największe życie”.
Tak więc Camus dochodzi do trzech konsekwencji pełnego uznania absurdu: buntu, wolności i pasji.

## Rozdział 2: Człowiek absurdu[3]
Jak powinien żyć absurdalny człowiek? Oczywiście nie stosuje się do żadnych zasad etycznych, ponieważ wszystkie opierają się na wyższych prawach lub na uzasadnieniu. „Uczciwość nie potrzebuje zasad”. Wszystko jest dozwolone, „nic nie jest wybuchem ulgi ani radości, ale raczej gorzkim uznaniem faktu”.
Camus następnie przedstawia przykłady absurdalnego życia. Zaczyna od Don Juana, seryjnego uwodziciela, który żyje pełnym namiętności życiem. „Nie kieruje się szlachetną miłością, ale tym, co uznaje się za krótkotrwałe i wyjątkowe”.
Następnym przykładem jest aktor, który przedstawia ulotne życie dla efemerycznej sławy. „Demonstruje, w jakim stopniu pojawienie się tworzy istotę. W ciągu tych trzech godzin podróżuje przez cały czas po ślepej uliczce, którą człowiek na widowni zajmuje całe życie”.
Trzecim przykładem Camusa jest ten absurdalny człowiek, który jest zdobywcą, wojownikiem, który rezygnuje ze wszystkich obietnic wieczności, aby wpływać na historię ludzkości i angażować się w nią. Wybiera działanie ponad kontemplację, świadomy faktu, że nic nie może trwać i żadne zwycięstwo nie jest ostateczne.

## Rozdział 3: Absurd tworzenia
Tutaj Camus bada absurdalnego twórcę lub artystę. Ponieważ jego wyjaśnienie jest niemożliwe, absurdalna sztuka ogranicza się do opisu niezliczonych doświadczeń na świecie. „Gdyby świat był jasny, sztuka nie istniałaby”. Absurdalne stworzenie oczywiście musi także powstrzymać się od osądzania i nawiązywania do choćby najmniejszego cienia nadziei.
Następnie analizuje dzieła Dostojewskiego w tym świetle, zwłaszcza Dziennik (Pamiętnik) pisarza, Opętanych i Braci Karamazow. Wszystkie te prace zaczynają się od absurdalnego stanowiska, a dwa pierwsze badają temat samobójstwa filozoficznego. Jednak zarówno Dziennik, jak i jego ostatnia powieść, Bracia Karamazow, ostatecznie znajdują drogę do nadziei i wiary, a zatem zawodzą jako prawdziwie absurdalne utwory.

## Rozdział 4: Mit Syzyfa[4][5],
W ostatnim rozdziale Camus przedstawia legendę o Syzyfie, który przeciwstawił się bogom i umieścił śmierć w łańcuchach, aby żaden człowiek nie musiał umierać. Kiedy śmierć została ostatecznie wyzwolona i nadszedł czas, aby sam Syzyf umarł, wymyślił on oszustwo, które pozwoliło mu uciec z podziemi. Po ostatecznym schwytaniu Syzyfa, bogowie zdecydowali, że jego kara będzie trwała przez całą wieczność. Musiał wtaczać ogromny głaz na górę; po dotarciu na szczyt ów głaz znów się staczał, zmuszając Syzyfa do wykonywania pracy od początku. Camus widzi Syzyfa jako absurdalnego bohatera, który żyje pełnią życia, nienawidzi śmierci i zostaje skazany na ciągłe wykonywanie bezsensownego zadania.
Camus przedstawia nieustający i bezsensowny trud Syzyfa jako metaforę współczesnego życia spędzonego na daremnej pracy w fabrykach i biurach. „Dzisiejszy robotnik codziennie pracuje, wykonując codziennie te same czynności i zadaniu, a ten los jest nie mniej absurdalny. Ale jest to tragiczne tylko w rzadkich chwilach, kiedy ów robotnik staje się tego świadomy”.
Camus interesuje się myślami Syzyfa, gdy maszeruje z dołu do góry i z powrotem aby zacząć od nowa. Po tym, jak kamień opada w dół, Camus stwierdza, że „Podczas tego powrotu, tej przerwy, Syzyf mnie interesuje. Jego twarz, na której widać włożony we wtaczanie głazu trud, już sama w sobie jest kamieniem! Widzę, że ten człowiek wraca ciężkim, mierzonym krokiem w kierunku udręki, której końca nigdy nie pozna”. To jest prawdziwie tragiczny moment, kiedy bohater staje się świadomy swojego nieszczęsnego stanu. Nie ma nadziei, ale i „nie ma losu, którego nie można pokonać przez pogardę”. Uznanie prawdy zwycięży; Syzyf, podobnie jak absurdalny człowiek, wciąż się miota. Camus twierdzi, że kiedy Syzyf uzna daremność swego zadania i pewność swego losu, może uwolnić się od absurdalności swojej sytuacji, osiągnąć stan zadowolenia i akceptacji. Z ukłonem w stronę podobnie przeklętego greckiego bohatera Edypa Camus dochodzi do wniosku, że „wszystko jest dobrze” i rzeczywiście, „trzeba sobie wyobrazić Syzyfa szczęśliwego”.

## Dodatek
Esej zawiera także dodatek zatytułowany „Nadzieja i absurd w twórczości Franza Kafki”. Podczas gdy Camus przyznaje, że praca Kafki stanowi znakomity opis absurdalnego stanu, twierdzi, że Kafka zawodzi jako absurdalny pisarz, ponieważ jego dzieło zachowuje błysk nadziei.